# Strange Times
Strange Times is het vijftiende studioalbum van The Moody Blues.

## Inleiding
Na een periode van acht jaar na hun vorige album Keys of the Kingdom kwam in 1999 nieuw materiaal uit van de band. De heren hadden niet stilgezeten, maar hadden het druk met solowerk, concertreeksen en heruitgaven van oud materiaal, dan wel liveopnamen. Vanaf juni 1997 werd er gewerkt aan Strange Times. Plaats van handeling was de Mulinetti Studio in Genua, alwaar Hayward zijn soloalbum View from the Hill had opgenomen. Naar deze studio kwam ook studiomuzikant Danilo Madonia voor het inspelen van synthesizers en ander toetsenwerk; hij zorgde ook voor programmeerwerk.
Het album bevat meest liefdesliedjes uit de koker van Justin Hayward en John Lodge. Het meest op de voorgrond trad Hayward met zowel akoestische en elektrische gitaar, gevolgd door toetsen en orkestklanken van gastmusicus Danilo Madonia.

## Musici
- Justin Hayward – zang, gitaren
- John Lodge – zang, basgitaar
- Ray Thomas – zang, dwarsfluit, tamboerijn
- Graeme Edge – drumstel, percussie, stem

Met
- Danilo Madonia – toetsinstrumenten, orkestratie

## Muziek
| Nr. | Titel                                             | Duur |
| --- | ------------------------------------------------- | ---- |
| 1.  | English Sunset (Hayward)                          | 5:05 |
| 2.  | Haunted (Hayward)                                 | 4:31 |
| 3.  | Sooner or Later (Walkin’ on air) (Hayward, Lodge) | 3:49 |
| 4.  | Wherever You Are (Lodge)                          | 3:35 |
| 5.  | Foolish Love (Hayward)                            | 3:56 |
| 6.  | Love Don’t Come Easy (Lodge)                      | 4:33 |
| 7.  | All That Is Real Is You (Hayward)                 | 3:33 |
| 8.  | Strange Times (Hayward, Lodge)                    | 4:29 |
| 9.  | Words You Say (Lodge)                             | 5:31 |
| 10. | My Little Lovely (Thomas)                         | 1:45 |
| 11. | Forever Now (Lodge)                               | 4:37 |
| 12. | The One (Hayward, Lodge)                          | 3:39 |
| 13. | The Swallow (Hayward)                             | 4:58 |
| 14. | Nothing Changes (Edge)                            | 3:32 |

## Nasleep
Het werd gezien als een van de mindere Moodies-album, dan wel refererend aan de albums van rond 1970, hun succesperiode. AllMusic vond het hun beste album sinds Octaves mede door de orkestraties van de liedjes. Minder vond men de gelijksoortig klinkende liedjes, het gehele album door. Het was terug te vinden in de albumnoteringen. Zo stond het “slechts” vijf weken genoteerd in de Billboard 200 met een piek op 93. In Engeland was het niet veel beter: één week notering op plaats 92 (van 100). Voor het overige zijn geen albumnoteringen bekend van dit album. In 2000 werd het album als dubbelalbum heruitgegeven; op de andere cd stonden hits uit het verleden.
Het was een album van enkele “laatsten”:
- het was het laatste studioalbum van The Moody Blues met enkel door leden geschreven werk
- het was het laatste studioalbum van The Moody Blues met een compositorische bijdrage van Ray Thomas
- het was het laatste studioalbum van The Moody Blues met een compositorische bijdrage van Graeme Edge
- het was het laatste studioalbum van The Moody Blues waarop Ray Thomas te horen is; hij stapte op in 2002
- het was het laatste studioalbum van The Moody Blues onder het vaandel van Threshold Records (Universal in samenwerking met Threshold)

Ook met dit album ging The Moody Blues op tournee, waarbij Madonia de band vergezelde. Tijdens die concerten werden vijf nummers van het album gespeeld, die daarna uit de setlist verdwenen. Het nummer English Sunset zou het het langst uithouden; als single bleef het populair tijdens optredens tot midden jaren nul van de 21e eeuw. In 2001 waren de Moodies te horen in de aflevering Viva Ned Flanders in The Simpsons.